# Wilhelmsorden
De Wilhelmsorde (Duits:"Wilhelmsorden") van het keurvorstendom Hessen-Kassel werd gesticht door de regerende Keurvorst Friedrich Wilhelm I en genoemd naar diens grootvader, Keurvorst Wilhelm I. Deze op 20 augustus 1851 gestichte Orde werd samengesteld uit de drie lagere klassen van de oudere Keurhessische Orde van de Gouden Leeuw en een nieuw Grootkruis.
De Orde werd aan burgers en militairen verleend en er was geen maximumaantal leden vastgelegd. Het Grootkruis kon alleen aan een Generaal-Majoor of een persoon met een vergelijkbare rang worden verleend.
De vier graden van de Orde:
- Grootkruis

De Grootkruisen droegen een groot juweel met kroon van de Orde aan een breed lint over de rechterschouder en een zilveren ster met acht punten.
- Commandeur der Eerste Klasse

De Commandeurs der Eerste Klasse droegen een juweel met kroon aan een lint om de hals en een kruis met witte armen op de linkerborst.
- Commandeur der Tweede Klasse

De Commandeurs der Tweede Klasse droegen een juweel met kroon aan een lint om de hals.
- Ridder

De Ridders droegen een langwerpig kruis zonder een ster om het medaillon en zonder kroon aan een lint op de linkerborst.
- Drager (Duits: "Inhaber") van de Vierde Klasse

De Dragers droegen een klein zilveren kruis zonder emaille op de armen aan een lint op de linkerborst.
Kleinood en lint van de Orde
Het Kruis van de Orde was een achtpuntig Kruis van Malta met gouden binnenrand en karmijnrode bies. Daarop was een door gouden stralen omzoomd medaillon gelegd met het motto "VIRTUTI ET FIDELITATE" op de band. In het midden was een gekroonde Hessische Leeuw afgebeeld. De gouden beugelkroon was niet gevoerd.
Op de keerzijde was het monogram van Keurvorst Wilhelm, naar wie de Orde was genoemd, aangebracht. Het lint was Karmijnrood met twee witte randen.
Op 1 augustus 1866 werd Keurhessen door Pruisen geannexeerd. De Keurhessische Ridderorden werden op 3 oktober 1866 tot Pruisische Orden verklaard en op 27 augustus 1875 afgeschaft. Keurvorst Friedrich Wilhelm verleende de orde van 1866 tot zijn dood in 1875 nog 8 keer.